# Lily Kong
Lily Lee Lee Kong, néé en 1965, est une géographe singapourienne et l'actuelle présidente de la Singapore Management University (en) (SMU). Ses recherches portent sur les transformations urbaines en Asie et la géographie religieuse. Elle est la première femme et la première universitaire singapourienne à diriger une université singapourienne. Avant de rejoindre la SMU, elle était professeure au département de géographie de l'Université nationale de Singapour (NUS) et y avait occupé divers postes de direction,,,.

## Carrière
Lily Kong est diplômée en 1986 de l'Université nationale de Singapour (NUS) et y obtient une maîtrise en 1988. Elle termine ensuite un doctorat à l'University College de Londres en 1991. Géographe culturelle de formation, elle devient professeure au département de Géographie de la NUS en 1991 et devient doyenne de la Faculté des Arts et des Sciences Sociales de 2000 à 2003. Elle occupe également d'autres postes de direction à la NUS, comme doyenne du programme de bourses universitaires, vice-provost (éducation), vice-provost (personnel académique), vice-présidente exécutive par intérim (affaires académiques) du Yale-NUS College, directrice de l'institut de recherche sur l'Asie et vice-présidente chargée des relations internationales de l'Université .
En septembre 2015, Kong rejoint la Singapore Management University (SMU) en tant que Provost et obtient la chaire Lee Kong Chian en tant que Professeure en Sciences Sociales. Début 2019, elle succède à l'universitaire belge Arnoud De Meyer à la présidence de la SMU, devenant ainsi la première femme et également la première universitaire singapourienne à diriger une université singapourienne,.
En tant que présidente de la SMU, Kong s'est concentrée sur l'amélioration de la qualité des étudiants et des professeurs de l'université, le développement de programmes éducatifs, l'augmentation de l'impact de la recherche de l'université ainsi que de la réforme de sa politique de harcèlement sexuel,,.
Kong est également membre de la Commission du service public de Singapour depuis janvier 2009, et vice-présidente du Housing and Development Board (conseil du logement et du développement de Singapour, HDB).
En septembre 2020, Kong est mentionnée comme étant l'une des 25 femmes leaders exceptionnelles de la région Asie-Pacifique selon la liste Forbes des Asia's Power Businesswomen pour 2020. En janvier 2022, Forbes la mentionne dans sa liste asiatique des 50 Over 50 portant sur les femmes  « visionnaires » de plus de 50 ans dont les actions ont eu un impact mondial. Elle est également nommée Asia’s Most Influential 2021 et 2022 par le Tatler magazine,.

## Recherche
Les recherches de Kong comprennent la religion, la politique culturelle et l'économie créative, l'identité nationale, la mondialisation et les migrations, ainsi que la construction sociale de la nature et de l'environnement,. 
Kong a été rédactrice en chef ou membre de comités de rédaction internationaux dans plus de 15 revues, dont Social and Cultural Geography et Dialogues in Human Geography. Elle est également rédactrice en chef de la série Pacific Rim Geographies: Studies on Contemporary Culture, Environment, Cities and Development (Routledge). Elle est co-rédactrice en chef de la série ARI-Springer Asia et conseillère éditoriale de la collection The Politics of Popular Culture in Asia Pacific (University of Illinois Press et Hong Kong University Press). Elle a également publié 19 livres et monographies, ainsi que plus de 150 articles dans des revues internationales à comité de lecture et des chapitres de livres. 

## Récompenses
Kong est récipiendaire des prix suivants,, :

### Prix singapouriens
- Prix d'excellence en enseignement de la Faculté des arts et des sciences sociales de la NUS
- Prix du chercheur universitaire exceptionnel de la NUS
- Prix du livre du Conseil national de développement du livre de Singapour
- Prix de la fête nationale 2006
- Médaille d'argent de l'administration publique (Pingat Pentadbiran Awam), 2006
- Public Service Star, 2020
- Singapore Women’s Hall of Fame, 2022[14]

### Prix internationaux
- Doctorat honoris causa en sciences, Université de Loughborough
- Commonwealth Fellowship Award
- Fulbright Fellowship Award
- Prix Robert Stoddard pour services distingués (géographie des religions et systèmes de croyance) de l'Association of American Geographers , 2008

## Publications

### Livres
- (en) Lily Kong, Martin Perry, Brenda Yeoh, Singapore: A Developmental City State, Academy Press, 3 juin 1997, 358 p. (ISBN 978-0471971900)
- (en) Lily Kong, Food, Foodways And Foodscapes: Culture, Community And Consumption In Post-Colonial Singapore, Wspc, 21 décembre 2015 (ISBN 9814641227)
- (en) Lily Kong, Brenda S. A. Yeoh, The Politics of Landscapes in Singapore: Constructions of "Nation", Syracuse University Press, 1er février 2003, 268 p. (ISBN 0815629613)

### Principaux articles
- (en) Lily Kong, « Mapping ‘new’ geographies of religion: politics and poetics in modernity », Progress in Human Geography,‎ 1er juin 2001
- (en) Lily Kong, « Global shifts, theoretical shifts: Changing geographies of religion », Progress in Human Geography,‎ 30 mars 2010
- (en) Chris Gibson et Lily Kong, « Cultural economy: a critical review », Progress in Human Geography,‎ 1er octobre 2005
- (en) Lily Kong, « Geography and religion: trends and prospects », Progress in Human Geography,‎ 1er septembre 1990